# 田根森村
田根森村（たねもりむら）は秋田県平鹿郡にあった村。現在の横手市北西部、大雄の東半、大戸川左岸にあたる。

## 地理
- 河川：大戸川

## 歴史
- 1889年（明治22年）4月1日 - 町村制の施行により、田根森村、八柏村の区域をもって発足。
- 1955年（昭和30年）4月1日 - 阿気村と合併して大雄村が発足。同日田根森村廃止。

## 交通
現在は旧村域を秋田自動車道が通過するが、当時は未開通。